# Clara Passafari
Clara Passafari (Buenos Aires, 20 de marzo de 1930 - Rosario (Argentina), 3 de junio de 1994)
fue una etnóloga, antropóloga, escritora y poeta argentina. Con sus padres Elizabeth Badolato e Italo Passafari, se fue a vivir desde muy niña a la ciudad de Santa Fe. 
Realiza su enseñanza media en el "Instituto Nuestra Señora del Calvario". Y en 1947 obtiene el título de "Maestra Normal Nacional"; para posteriormente trasladarse a Rosario, donde en la "Facultad de Filosofía y Letras" de la Universidad Nacional de Rosario obtiene el título de profesora de Filosofía y Letras.
Se casa con Eduardo Gutiérrez, y tendrán cuatro hijos: Clara Mónica (8 de marzo de 1949 (76 años), reconocida periodista y abogada), Laura Inés, Sergio, y Claudia.
Luego se licencia en sociología y en literatura argentina, doctorándose en Filosofía y Letras. En 1975 la OEA (Organización de los Estados Americanos), la nombra administradora cultural. En Rosario sería por diecinueve años delegada del Fondo Nacional de las Artes; y por siete, directora de Extensión Universitaria de la Universidad Nacional de Rosario. De 1971 a 1992 será investigadora full time en Antropología (culturas de tradición oral y catedrática de investigación en folclore).
Con el notable investigador argentino, Augusto Raúl Cortázar, se especializa en folclore, continuando sus planes en el Fondo Nacional de las Artes, donde coordinaría treinta exposiciones y ferias de artesanías regionales, nacionales y americanas. 
Dictó cursos en el país, América y Europa sobre folclore y educación, animación cultural, política cultural del patrimonio tradicional y acciones para reactivar la riqueza cultural de las comunidades tradicionales.
Fue codirectora de la Revista Argentina de Política cultural.
En 1984 la Fundación Konex, la distingue como una de las cinco mejores figuras de las letras argentinas en la disciplina folclore. Por otra parte, en 1989, recibe el premio «Reconocimiento -Alicia Moreau de Justo. 
Fundado el "Colegio de Graduados en Filosofía y Letras", es designada Secretaria de Cultura, función que desempeña de 1953 a 1986 en que renuncia, por razones de salud. 
Clara Passafari fundamenta la razón de impulso y prédica en un elevado pensamiento:

«Movilicemos todas nuestras fuerzas para restaurar y sostener la prioridad de la ética en la acción humana, a fin de que la justicia solidaria llegue a todos los habitantes de la tierra».

La Fundación Interamericana de Etnomusicología y Folclore -FINIDEF-la distingue designándola su representante en Rosario.
Fallece en Rosario (Argentina) el 3 de junio de 1994.

## Algunas publicaciones[3]
- ----;  Eugenio Castelli. La enseñanza de la literatura en la escuela media, 1963, reedición 1968. Ed. Huemul. Buenos Aires. 158 pp.
- Cambios en la concepción y estructura de la novela mexicana después de 1947 - Universidad Nacional del Litoral, 1967
- Folklore y educación, 1969
- Artesanía y cultura nacional. Distinguiéndosela en 1974 con "mención del Fondo Nacional de las Artes", y se edita en 1975. 164 pp.
- Aspectos tradicionales de la Cultura Isleña, con el Premio Nacional de Ensayo en 1975 por el FNA
- El puente iluminado, (poesías), 1976. Ed. Librería y Editorial Colmegna. Santa Fe, Argentina. 94 pp.
- Folclore para los más chiquitos, 1976
- Proyección artística del folklore, 1979
- De mitos y muerte (poesías). 62 pp.
- Folklore y artesanías en la política cultural del estado,  1980
- El patrimonio folclórico y su aplicación educativa
- Temas de folclore aplicado, 1982. Reeditado por la OEA en 1986
- Animación del patrimonio folclórico e indígena, 1985. 190 pp. ISBN 950-43-0370-6
- Pueblos indios, 1986. 229 pp.
- Folklore musical del litoral. Bailes, canciones, instrumentos. 1989. Ed. Instituto Argentino de Investigaciones de Política Cultural. Buenos Aires. 53 pp. ISBN 950-99366-0-X